# Encenação da fundação da Vila de São Vicente
A encenação da fundação da Vila de São Vicente é um espetáculo teatral anual que a cada ano conta de maneira diferente a fundação da cidade em janeiro de 1532, por exemplo a 36° edição, que ocorreu em 2018, utilizou inúmeros nomes importantíssimos da cidade e região pro resto do mundo. O elenco da peça é composto por membros da comunidade local e conta também com participações de atores profissionais.
Os ensaios não tem a duração certa, porém, geralmente contam com de 2 a 3 meses em média e contam com a presença de cerca de mais 1300 atores voluntários, que podem não ter nenhum contato com um teatro.
O espetáculo na edição de 2018 contou com vários papéis como:
- INDIGENAS (ACULTURADOS)
- INDIGENAS (GUERREIROS)
- PORTUGUESES(CORTE)
- PORTUGUESES(NAVEGANTES)

E alguns papéis flexíveis, que cumprem papéis importantíssimos como:
- CORINGAS: Que tem a função de demonstrar ao público, o que se passa na cena. Ora feliz, ora caricato, ora triste. É assim que os coringas passam a verdadeira emoção da história.
- CALIXTOS: Fizeram parte da história da fundação desta cidade, e fazem obras incríveis enquanto as cenas ocorrem.

Conforme a mídia local, um dos grandes atrativos da peça é a réplica da caravela Espírito Santo, utilizada pelos colonizadores na descoberta deste no século XVI.

## História

### Início
A primeira apresentação do espetáculo ocorreu em janeiro de 1982 em um pequeno cercado na praia do Gonzaguinha, organizado à época por voluntários da comunidade local que se reuniam durante o dia para comemorar o aniversário da cidade.

### Desenvolvimento
Em 1998, graças a investimentos federais, uma arena foi construída para a apresentação do espetáculo e atores profissionais foram convidados a compor seu elenco. Desde então, o espetáculo ganhou uma maior visibilidade e conta atualmente com a presença de 60 mil espectadores.

#### Destaques
Em 2002, o Livro dos Recordes nomeou o espetáculo como o maior espetáculo teatral realizado em areia de praia do mundo.